# Baltimore Ravens 2015
La stagione 2015 dei Baltimore Ravens è stata la 20ª della franchigia nella National Football League, l'ottava con John Harbaugh come capo-allenatore. Anche se la squadra era stata scelta da alcuni, incluso Peter King di Sports Illustrated , come candidata per raggiungere il Super Bowl, questa ebbe una stagione deludente, segnata da numerosi problemi fisici. Joe Flacco, Justin Forsett, Steve Smith e Terrell Suggs subirono tutti infortuni che terminarono prematuramente la loro annata. I Ravens furono eliminati matematicamente dalla corsa per i playoff con la sconfitta della settimana 14 contro i Seattle Seahawks, la nona stagionale, che significò anche la prima annata con un bilancio negativo dell'era Harbaugh–Flacco.

## Scelte nel Draft 2015
| Giro | Scelta | Giocatore             | Ruolo | College         |
| ---- | ------ | --------------------- | ----- | --------------- |
| 1    | 26     | Breshad Perriman      | WR    | UCF             |
| 2    | 55     | Maxx Williams         | TE    | Minnesota       |
| 3    | 90     | Carl Davis            | DT    | Iowa            |
| 4    | 122    | Za'Darius Smith       | DE    | Kentucky        |
| 4    | 125    | Javorius "Buck" Allen | RB    | USC             |
| 4    | 136    | Tray Walker           | CB    | Texas Southern  |
| 5    | 171    | Nick Boyle            | TE    | Delaware        |
| 5    | 176    | Robert Myers          | OG    | Tennessee State |
| 6    | 203    | Darren Waller         | WR    | Georgia Tech    |

|  | Scelte compensatorie |

## Roster
| Roster dei Baltimore Ravens nel 2015 |
| --- |
| Quarterback - 2 Jimmy Clausen - 7 Ryan Mallett - 8 Matt Schaub Running Back - 37 Javorius Allen - 29 Justin Forsett - 44 Kyle Juszczyk FB - 34 Lorenzo Taliaferro Wide Receiver - 14 Marlon Brown - 15 Michael Campanaro - 18 Breshad Perriman - 89 Steve Smith - 12 Darren Waller Tight End - 82 Nick Boyle - 80 Crockett Gillmore - 87 Maxx Williams Offensive Linemen - 74 James Hurst T - 66 Ryan Jensen G - 60 Eugene Monroe T - 72 Kelechi Osemele G - 64 John Urschel G - 71 Rick Wagner T - 73 Marshal Yanda G - 53 Jeremy Zuttah C Defensive Linemen - 68 Christo Bilukidi DE - 99 Chris Canty DE - 94 Carl Davis DE - 67 Lawrence Guy DE - 97 Timmy Jernigan DE - 95 Kapron Lewis-Moore DE - 96 Brent Urban DE - 98 Brandon Williams NT Linebacker - 59 Arthur Brown ILB - 58 Elvis Dumervil OLB - 50 Albert McClellan ILB - 57 C.J. Mosley ILB - 54 Zach Orr ILB - 51 Daryl Smith ILB - 90 Za'Darius Smith OLB - 55 Terrell Suggs OLB - 91 Courtney Upshaw OLB Defensive Back - 24 Kyle Arrington CB - 31 Terrence Brooks FS - 33 Will Hill SS - 41 Anthony Levine SS - 23 Kendrick Lewis FS - 38 Rashaan Melvin CB - 22 Jimmy Smith CB - 28 Brynden Trawick SS - 25 Tray Walker CB - 21 Lardarius Webb CB Special Team - 46 Morgan Cox LS - 4 Sam Koch P - 9 Justin Tucker K Lista delle riserve - 5 Joe Flacco IR - 26 Matt Elam SS (IR) - 88 Dennis Pitta TE (PUP) - 85 Allen Reisner TE (IR) - 92 Zach Thompson OLB (IR) - 47 Julian Wilson CB (IR) - 81 Cam Worthy WR (IR) Squadra di allenamento - 45 Brennen Beyer OLB - 83 Daniel Brown WR - 17 Jeremy Butler WR - 62 Kaleb Johnson G - -- Dominique Jones TE - 36 Nick Perry FS - 2 Bryn Renner QB - 86 Konrad Reuland TE - -- Jeremy Ross WR - 77 De'Ondre Wesley OT 53 attivi, 6 inattivi, 9 nella squadra di allenamento, 0 free agent |
| Legenda - I rookie sono in corsivo. - Il primo ruolo è il principale mentre gli eventuali successivi indicano i ruoli secondari. - (IR) sta per Injured Reserve ed indica la lista ristretta per un solo giocatore infortunato che può tornare ad allenarsi dopo la settimana 6 e a rientrare in prima squadra dopo che questa ha giocato 8 partite. - (NF-Inj.) / (NF-Ill.) stanno rispettivamente per Non-Football Injured e Non-Football Illness ed indicano le liste dove viene inserito un giocatore che ha un infortunio o una malattia non dipendente dal football americano. - (PUP) sta per Physically Unable to Perform ed indica la lista dove viene inserito un giocatore mentre è in attesa di recuperare la condizione fisica. Nella stagione regolare dopo la sesta partita giocata dalla propria squadra, il giocatore ha tempo tre settimane per riprendere ad allenarsi, più tre settimane aggiuntive dal suo rientro agli allenamenti per rientrare in prima squadra. |

## Calendario
Il calendario della stagione sarà annunciato ad aprile 2015.
| Turno | Data  | Avversario             | Risultato          | Record             | Stadio                              | NFL.com recap      |
| ----- | ----- | ---------------------- | ------------------ | ------------------ | ----------------------------------- | ------------------ |
| 1     | 13/9  | at Denver Broncos      | S 13–19            | 0–1                | Sports Authority Field at Mile High | Recap              |
| 2     | 20/9  | at Oakland Raiders     | S 33–37            | 0–2                | O.Co Coliseum                       | Recap              |
| 3     | 27/9  | Cincinnati Bengals     | S 24–28            | 0–3                | M&T Bank Stadium                    | Recap              |
| 4     | 1/10  | at Pittsburgh Steelers | V 23–20 (DTS)      | 1–3                | Heinz Field                         | Recap              |
| 5     | 11/10 | Cleveland Browns       | S 30–33 (DTS)      | 1–4                | M&T Bank Stadium                    | Recap              |
| 6     | 18/10 | at San Francisco 49ers | S 20–25            | 1–5                | Levi's Stadium                      | Recap              |
| 7     | 26/10 | at Arizona Cardinals   | S 18–26            | 1–6                | University of Phoenix Stadium       | Recap              |
| 8     | 1/11  | San Diego Chargers     | V 29–26            | 2–6                | M&T Bank Stadium                    | Recap              |
| 9     | 8/11  | Settimana di pausa     | Settimana di pausa | Settimana di pausa | Settimana di pausa                  | Settimana di pausa |
| 10    | 15/11 | Jacksonville Jaguars   | S 20–22            | 2–7                | M&T Bank Stadium                    | Recap              |
| 11    | 22/11 | St. Louis Rams         | V 16–13            | 3–7                | M&T Bank Stadium                    | Recap              |
| 12    | 30/11 | at Cleveland Browns    | V 33–27            | 4–7                | FirstEnergy Stadium                 | Recap              |
| 13    | 6/12  | at Miami Dolphins      | S 13–15            | 4–8                | Sun Life Stadium                    | Recap              |
| 14    | 13/12 | Seattle Seahawks       | S 6–35             | 4–9                | M&T Bank Stadium                    | Recap              |
| 15    | 20/12 | Kansas City Chiefs     | S 14–34            | 4–10               | M&T Bank Stadium                    | Recap              |
| 16    | 27/12 | Pittsburgh Steelers    | W 20–17            | 5–10               | M&T Bank Stadium                    | Recap              |
| 17    | 3/1   | at Cincinnati Bengals  | S 16–24            | 5–11               | Paul Brown Stadium                  | Recap              |

Note

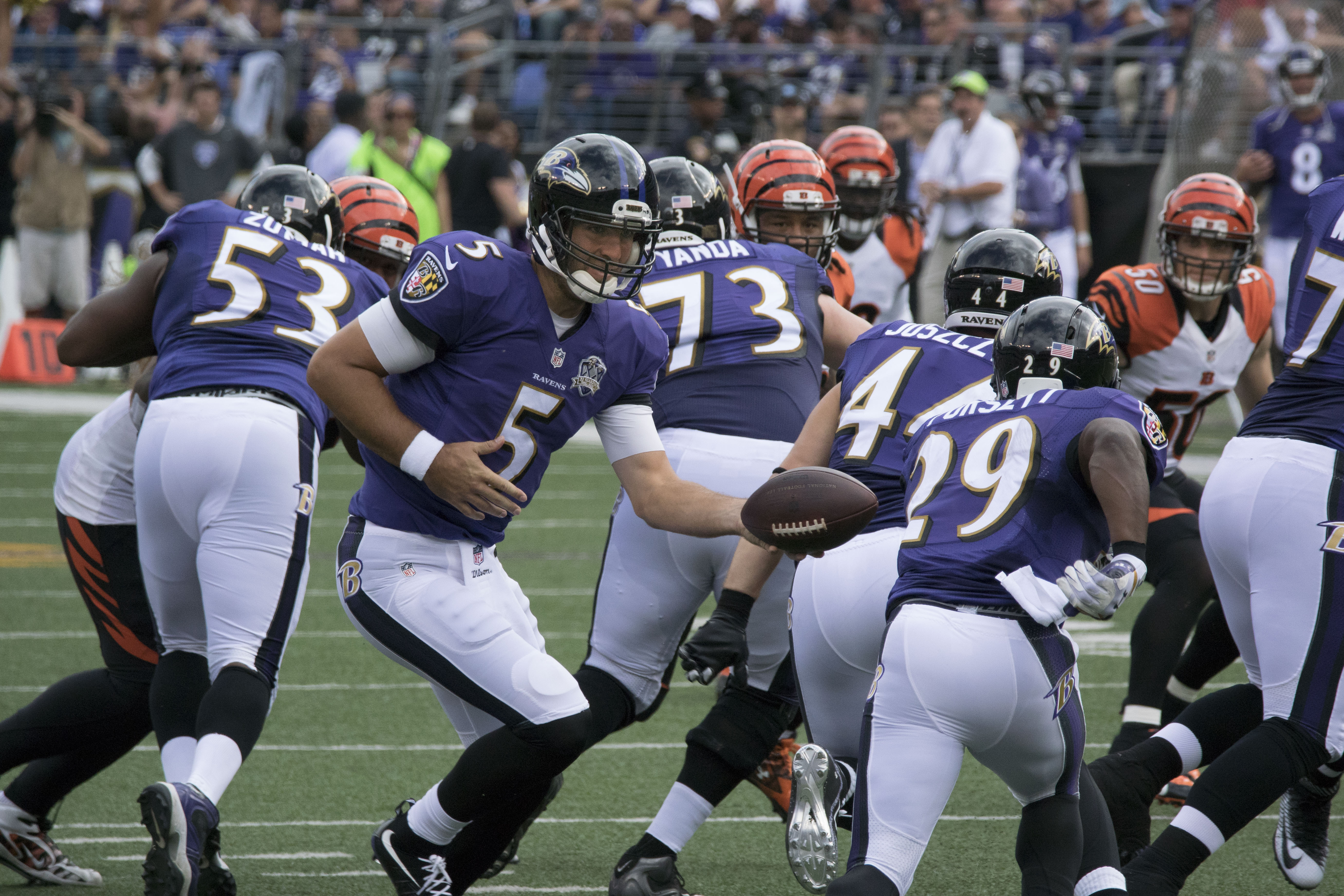
La gara della settimana 3 contro i Bengals

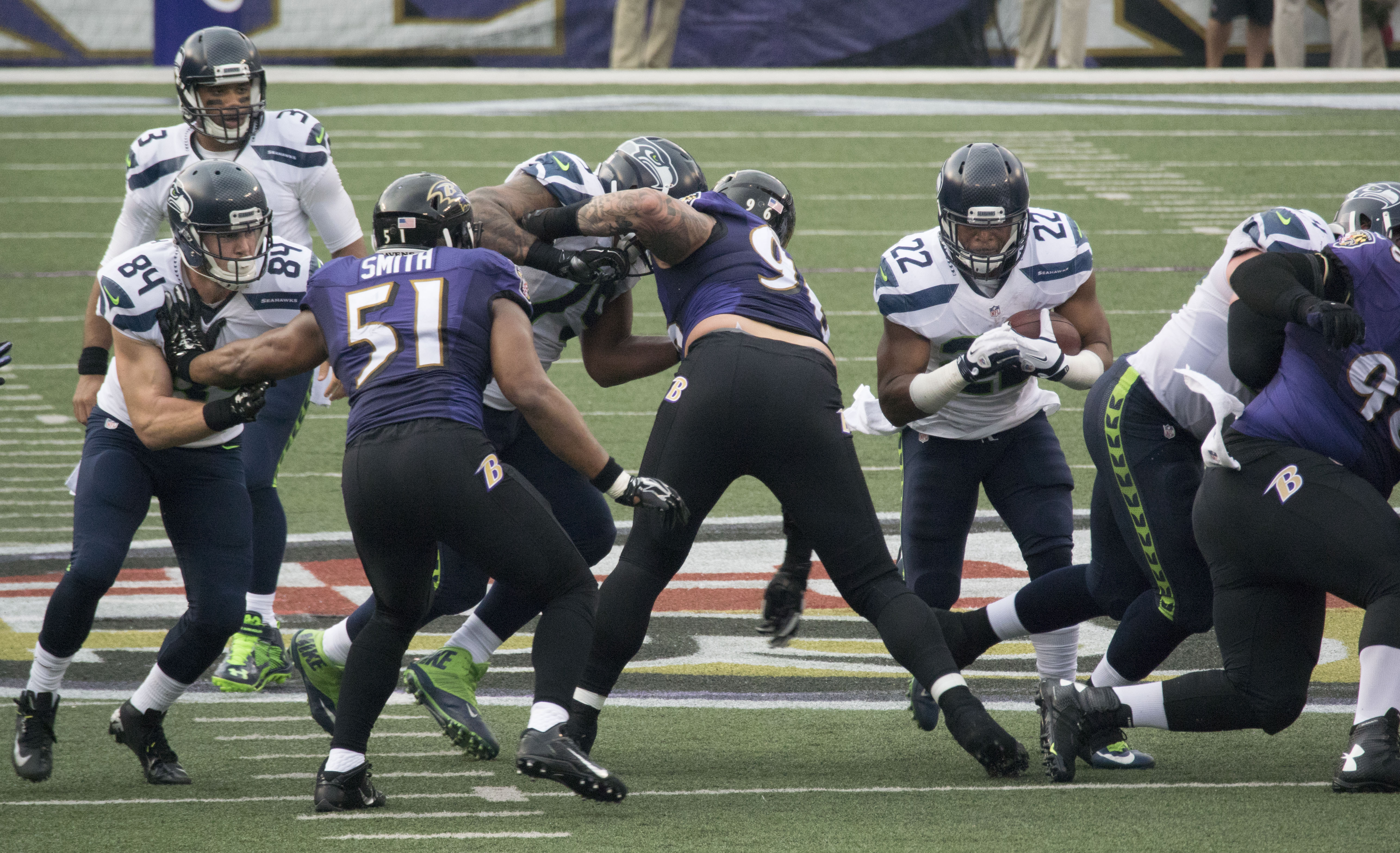
La gara della settimana 14 contro i Seahawks

- Gli avversari della propria division sono in grassetto.

## Classifiche

### Division
| AFC North               | AFC North | AFC North | AFC North | AFC North | AFC North | AFC North | AFC North | AFC North | AFC North |
|                         | V         | S         | P         | %         | DIV       | CONF      | PF        | PS        | Str.      |
| ----------------------- | --------- | --------- | --------- | --------- | --------- | --------- | --------- | --------- | --------- |
| (3) Cincinnati Bengals  | 12        | 4         | 0         | .750      | 5–1       | 9–3       | 419       | 279       | V1        |
| (6) Pittsburgh Steelers | 10        | 6         | 0         | .625      | 3–3       | 7–5       | 423       | 319       | V1        |
| Baltimore Ravens        | 5         | 11        | 0         | .313      | 3–3       | 4–8       | 328       | 401       | S1        |
| Cleveland Browns        | 3         | 13        | 0         | .188      | 1–5       | 2–10      | 278       | 432       | S3        |